# Facultad de Medicina Veterinaria y Zootecnia de la Universidad de San Carlos de Guatemala
La Facultad de Medicina Veterinaria y Zootecnia es una de las diez facultades que conforman la tricentenaria Universidad de San Carlos de Guatemala, única universidad estatal de Guatemala.
Con más de 50 años de existencia en ese país, ha sido centro de formación de cientos de profesionales de la medicina veterinaria y a través de su revista, trabajos y tesis publicadas, una importante fuente bibliográfica para América Central en la materia.
Cuenta con dos escuelas: la Escuela de Medicina Veterinaria y la Escuela de Zootecnia, que ocupan los edificios M-6, M-7, M-8 y M-9, además de fincas externas ubicadas en el interior del país.

## Historia
La Facultad de Medicina Veterinaria y Zootecnia fue fundada en el año 1957, siendo el Recto el Lic. Vicente Díaz Samayoa, El Consejo Superior Universitario acordó crearla adscrita los dos primeros años a la Facultad de Ciencias Médicas. El 13 de septiembre de 1962, por acuerdo del Consejo Superior Universitario Centroamericano (CSUCA), la facultad fue elevada a la Categoría de Centro Regional de Estudios de Medicina Veterinaria y Zootecnia para Centroamérica. El 11 de enero de 1969 El Consejo Superior Universitario de la USAC. Aprobó la diversificación de la carrera de Medicina Veterinaria y Zootecnia al autorizar la creación de las escuelas de Medicina Veterinaria y de Zootecnia. La Facultad se traslada al Campus Universitario en la parte sur-occidental el 27 de septiembre de 1974, a los nuevos edificios modulares inaugurados en dicha fecha, junto con el Hospital Médico Veterinario.
En agradecimiento al Lic. Vicente Díaz Samayoa, se estableció con su nombre, el premio al mejor estudiante del año de Medicina Veterinaria y Zootecnia, otorgándose el 27 de septiembre, en el acto académico del aniversario de la fundación de la Facultad.
Los nuevos escenarios para el siglo XXI obligan a la educación superior ofrecer nuevas herramientas, infraestructura y equipos, para que sus egresados sean competentes del progreso científico y tecnológico como también resolver los problemas del ambiente especialmente el cambio climático que afecta la seguridad alimentaria, nuevos retos deberán ser encarados con tecnologías apropiadas para los productores de bajos recursos.
Es necesario establecer una política educativa para incluir en los programas de los cursos, la innovación, competitividad e investigación con el propósito de asegurar un aprendizaje de calidad.
Estos esfuerzos deben ser complementados con la internacionalización en todos los procesos educativos con otras universidades, instituciones a través de cartas de entendimientos o convenios para el reconocimiento mutuo de títulos o especialidades que permitan una educación pertinente para los desafíos del siglo XXI.
El nuevo Plan de estudios fue aprobado por el Consejo Superior Universitario en el mes de noviembre de 1999, y los pensa de estudios fueron aprobados por la Junta Directiva el 30 de enero de 2001.

## Base Legal
El 27 de septiembre de 1957, el Consejo Superior Universitario de la Universidad de San Carlos de Guatemala crea la Facultad de Medicina Veterinaria y Zootecnia.

## Antecedentes
Para instalar y organizar la Facultad, fue designado el Dr. M.V. Francisco R, Rodas, graduado en la Facultad de Medicina Veterinaria y Zootecnia de la Universidad de México, como Decano Interino, quien después de 3 años fue elegido como primer Decano de la Facultad, culminando su mandato en 1964.
La Facultad desde el año de 1957, desarrolló sus funciones en casas particulares de la ciudad capital, alquiladas por la misma universidad, hasta que en 1959 se trasladó la Facultad a la Ciudad Universitaria, instalándose provisionalmente en dos edificios prefabricados de estructura metálica.
El 13 de septiembre de 1962, por Acuerdo el Consejo Superior Universitario Centroamericano (CSUCA), la Facultad fue elevada a la categoría de Centro Regional de Estudios de Medicina Veterinaria y Zootecnia para toda Centroamérica.
Esta designación fue hecha sobre la base de la evaluación que se hizo de la calidad de su personal docente, equipo de laboratorio y de campo, y por ser único centro de estudios de ese tipo en el área centroamericana y Panamá.
El 11 de enero de 1969 el Consejo Universitario de la Universidad de San Carlos, aprobó la diversificación de la carrera de Medicina Veterinaria y Zootecnia, autorizando para el efecto la creación de la Escuela de Zootecnia, independiente de la Escuela de Medicina Veterinaria.
El 29 de mayo de 1996, según oficio S.A. - C.S.U.C.A. n.º 348-96, el Secretario General de ese organismo, Dr. Ricardo Sal Arriaza, informa al Rector de la Universidad de San Carlos que el Consejo Superior Universitario Centroamericano (C.S.U.C.A.) acordó aprobar en su totalidad el informe presentado por la Comisión Técnica Académica de Evaluación de Sistema de Carreras Regionales, por lo tanto, en cumplimento de dicho dictamen la licenciatura en medicina veterinaria y licenciatura en Zootecnia, ofrecidas por la Facultad de Medicina Veterinaria y Zootecnia, de la Universidad de San Carlos de Guatemala fueron acreditadas como carreras regionales, lo cual implica cumplir de manera satisfactoria con criterios de calidad, vocación regional y viabilidad, convenidos para su evaluación.
En la actualidad, cada uno de los países de Centroamérica y Panamá cuenta con Médicos Veterinarios y/o Zootecnistas graduados en la Facultad de Medicina Veterinaria y Zootecnia de la Universidad de San Carlos de Guatemala.